# Online Books Page
Сторінка електронних книг (англ. The Online Books Page) — індекс електронних підручників, доступних в інтернеті. Створив Джон Марк Окерблум 1993 року. Розташовується в бібліотеці Пенсільванського університету. В індексі містяться понад 2 млн книг.
The Online Books Page була другим важливим заходом з каталогізації онлайн-текстів, але першим, який зробив це з дотриманням бібліотечної строгості. Вперше сайт з'явився у мережі влітку 1993 року. Незабаром після цього з'явилася Публічна інтернет-бібліотека.
2003 року Секція довідкової інформації з використанням машин Американської бібліотечної асоціації назвала цей вебсайт одним із найкращих безкоштовних довідкових вебсайтів.